# Flaggenbuntbarsch
Der Flaggenbuntbarsch (Mesonauta festivus) ist ein Süßwasserzierfisch aus der Familie der Buntbarsche (Cichlidae). Er stammt aus Flüssen des Amazonasbeckens, insbesondere dem Rio Paraná-Becken, im Bereich der südamerikanischen Länder Brasilien, Peru und Bolivien.
Flaggenbuntbarsche werden 12 bis 15 Zentimeter groß, wobei die Weibchen gegenüber den Männchen kleiner bleiben. Die Männchen sind an der etwas stärker herausstehenden „Nase“ zu erkennen. Die Tiere sind für Buntbarsche vergleichsweise friedlich und lassen sich zum Beispiel mit Segelflossern gut vergesellschaften.
Die Nachzucht des Flaggenbuntbarsches im Aquarium ist möglich. Die Tiere sind Offenbrüter, die Brutpflege betreiben und ihre 300 bis 500 Eier pro Gelege und später die geschlüpften Jungen bewachen. Die Jungfische können leicht mit Artemia großgezogen werden.